# Асбах-Зіккенберг
Асбах-Зіккенберг (нім. Asbach-Sickenberg) — громада в Німеччині, розташована в землі Тюрингія. Входить до складу району Айхсфельд. Складова частина об'єднання громад Удер.
Площа — 9,78 км2. Населення становить 99 ос. (станом на 31 грудня 2021).